# Mischa Martini
Mischa Martini, Pseudonym von Michael Weyand (* 1956 in Trier), ist ein deutscher Journalist, Verleger und Autor.

## Leben
Nach dem Volontariat und Berufsstart als Journalist leitet der 1956 geborene Michael Weyand den Verlag Michael Weyand in Trier mit Schwerpunkt auf kulturhistorischen Themen aus der Moselregion. Unter dem Pseudonym Mischa Martini schreibt er Kriminalromane und lässt Kriminalkommissar Bock auf Verbrecherjagd links und rechts der Mosel gehen. Daneben veröffentlicht er Kurzgeschichten in verschiedenen Anthologien und schrieb den Mitrate-Krimi Mörderische Auslese (Deutscher Theater-Verlag, Wiesbaden), der auch in den Niederlanden (Toneel Uitgeverij Vink, Alkmaar) aufgeführt wird.
Martini ist Mitglied im Bund Deutscher Schriftsteller und im Syndikat (Vereinigung deutscher Krimiautoren).
Er lebt in der Nähe von Trier.

## Werke
Moselkrimis
- Akte Mosel (1999), ISBN 978-3-924-631-90-1
- Soko Mosel (2000), ISBN 978-3-924-631-99-4
- Endstation Mosel (2001), ISBN 978-3-935-281-02-7
- Tatort Mosel (2002), ISBN 978-3-935-281-08-9
- Inkasso Mosel (2003), ISBN 978-3-935-281-21-8
- Marathon Mosel (2004), ISBN 978-3-935-281-31-7
- Codex Mosel (2005), ISBN 978-3-935-281-44-7
- Fluchtpunkt Mosel (2006), ISBN 978-3-935-281-49-2
- Tango Mosel (2007), ISBN 978-3-935-281-56-0
- Finale Mosel (2009), ISBN 978-3-935-281-64-5
- Exit Mosel (2010), ISBN 978-3-935-281-80-5
- Culpa Mosel (2011), ISBN 978-3-935-281-87-4
- Aqua Mosel (2013), ISBN 978-3-942-429-01-6
- Sacre Mosel (2015), ISBN 978-3-942-429-12-2
- Dementi Mosel (2019), ISBN 978-3-942-429-60-3

Andere Werke
- Nero Ante Portam (2015) Comic Zeichnungen Johannes Kolz, ISBN 978-3-942429-18-4
- Dieter Lintz, Josef Tietzen, Michael Weyand: Antikenfestspiele Trier, Trier 1998. ISBN 978-3-924631-83-3
- Mords-Eifel (2004) Kurzkrimis aus der Eifel, herausgegeben von Jacques Berndorf, ISBN 3-937001-14-X
- Mörderische Auslese (2008) Krimikomödie – Deutscher Theaterverlag, Weinheim
- Moorddadige Afdronk (2014) Krimikomödie – Toneel Uitgeverij Vink, Alkmaar
- Mörderisches Moseltal (2014) Kriminelle Kurzgeschichten, KBV Hillesheim, ISBN 978-3-95441-199-3
- Fischers Mathes und die Revolution (2017), historischer Roman, ISBN 978-3-942-429-94-8